# Chiesa di San Pietro (Aulnay)
La chiesa di San Pietro è una chiesa medievale che si trova ad Aulnay, nel nord-est del dipartimento francese della Charente-Maritime.
Costruita tra il 1120 e il 1140 su richiesta dei canonici di Poitiers, sorge su un sito occupato in epoca gallo-romana da un tempio pagano e successivamente da un santuario cristiano.
Situata sulla Via Turonensis, durante parte del Medioevo fu tappa dei pellegrini diretti a Santiago di Compostela, per poi sprofondare in un letargo nei secoli successivi.
Riscoperta nel corso del XIX secolo, fu tra i primi edifici francesi ad essere classificato Monumento storico nel 1840.
Nelle sue forme si possono notare numerose influenze orientali, come il primo arco della porta e le raffigurazioni di elefanti.

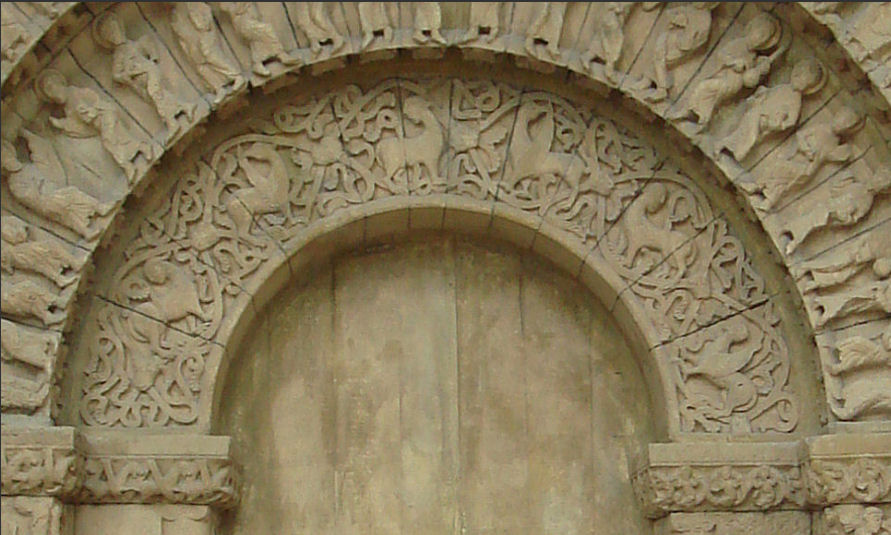
Influenza stilistica orientale sul primo arco del portale
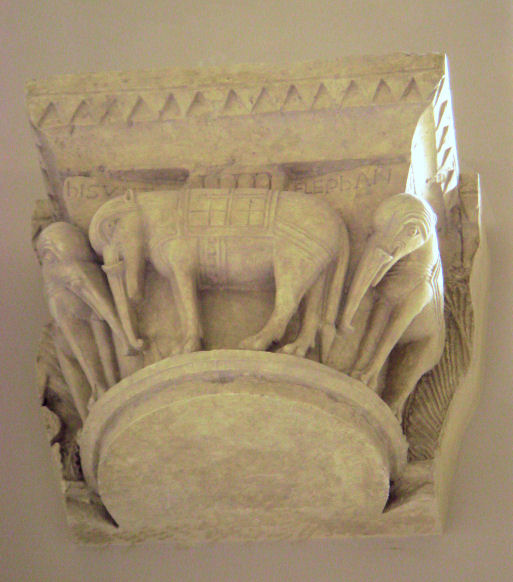
Capitello con elefanti